# Xã Kaskaskia, Quận Fayette, Illinois
Xã Kaskaskia (tiếng Anh: Kaskaskia Township) là một xã thuộc quận Fayette, tiểu bang Illinois, Hoa Kỳ. Năm 2010, dân số của xã này là 650 người.